# Berkenwoud
Berkenwoud (Pools: Brzezina) is een Poolse dramafilm uit 1970 onder regie van Andrzej Wajda.

## Verhaal
Een jongeman met tuberculose gaat op de boerderij van zijn broer wonen. Hij raakt betrokken bij de problemen van zijn broer en hij wordt bovendien verliefd op een eenvoudig boerenmeisje, dat verloofd is met een andere man.

## Rolverdeling
| Acteur              | Personage                   |
| ------------------- | --------------------------- |
| Daniel Olbrychski   | Boleslaw                    |
| Olgierd Lukaszewicz | Stanislaw                   |
| Emilia Krakowska    | Malina                      |
| Danuta Wodynska     | Katarzyna                   |
| Elzbieta Zolek      | Ola                         |
| Marek Perepeczko    | Michal                      |
| Mieczyslaw Stoor    | Broer van de piano-eigenaar |
| Alina Szpakówna     | Piano-eigenaar              |
| Jan Domanski        | Janek                       |
| Andrzej Kotkowski   | Man                         |
| Jerzy Oblamski      | Jood                        |
| Jerzy Próchnicki    | Jood                        |
| Irena Skwierczynska | Moeder van Malina           |